# Couto do Mosteiro
Couto do Mosteiro é uma povoação portuguesa do Município de Santa Comba Dão que foi sede da extinta Freguesia de Couto do Mosteiro, freguesia que tinha 15,90 km² de área e 1 186 habitantes (2011), e, por isso, uma densidade populacional de 74,6 hab/km².
A Freguesia de Couto do Mosteiro foi extinta (agregada) pela reorganização administrativa de 2012/2013, tendo o seu território sido agregado ao da Freguesia de Santa Comba Dão para criara a União de Freguesias de Santa Comba Dão e Couto do Mosteiro.
Couto do Mosteiro foi vila e sede de concelho entre 1514 e 1836. Este era constituído pelas freguesias de Couto do Mosteiro, São Joaninho e Vimieiro. Tinha, em 1801, 2 218 habitantes.

## População
| População da freguesia de Couto do Mosteiro | População da freguesia de Couto do Mosteiro | População da freguesia de Couto do Mosteiro | População da freguesia de Couto do Mosteiro | População da freguesia de Couto do Mosteiro | População da freguesia de Couto do Mosteiro | População da freguesia de Couto do Mosteiro | População da freguesia de Couto do Mosteiro | População da freguesia de Couto do Mosteiro | População da freguesia de Couto do Mosteiro | População da freguesia de Couto do Mosteiro | População da freguesia de Couto do Mosteiro | População da freguesia de Couto do Mosteiro | População da freguesia de Couto do Mosteiro | População da freguesia de Couto do Mosteiro |
| ------------------------------------------- | ------------------------------------------- | ------------------------------------------- | ------------------------------------------- | ------------------------------------------- | ------------------------------------------- | ------------------------------------------- | ------------------------------------------- | ------------------------------------------- | ------------------------------------------- | ------------------------------------------- | ------------------------------------------- | ------------------------------------------- | ------------------------------------------- | ------------------------------------------- |
| 1864                                        | 1878                                        | 1890                                        | 1900                                        | 1911                                        | 1920                                        | 1930                                        | 1940                                        | 1950                                        | 1960                                        | 1970                                        | 1981                                        | 1991                                        | 2001                                        | 2011                                        |
| 1 126                                       | 1 328                                       | 1 368                                       | 1 300                                       | 1 290                                       | 1 443                                       | 1 646                                       | 1 506                                       | 1 672                                       | 1 750                                       | 1 471                                       | 1 856                                       | 1 238                                       | 1 275                                       | 1 186                                       |

| Distribuição da População por Grupos Etários | Distribuição da População por Grupos Etários | Distribuição da População por Grupos Etários | Distribuição da População por Grupos Etários | Distribuição da População por Grupos Etários | Distribuição da População por Grupos Etários | Distribuição da População por Grupos Etários | Distribuição da População por Grupos Etários | Distribuição da População por Grupos Etários | Distribuição da População por Grupos Etários |
| -------------------------------------------- | -------------------------------------------- | -------------------------------------------- | -------------------------------------------- | -------------------------------------------- | -------------------------------------------- | -------------------------------------------- | -------------------------------------------- | -------------------------------------------- | -------------------------------------------- |
| Ano                                          | 0-14 Anos                                    | 15-24 Anos                                   | 25-64 Anos                                   | > 65 Anos                                    |                                              | 0-14 Anos                                    | 15-24 Anos                                   | 25-64 Anos                                   | > 65 Anos                                    |
| 2001                                         | 161                                          | 177                                          | 634                                          | 303                                          |                                              | 12,6%                                        | 13,9%                                        | 49,7%                                        | 23,8%                                        |
| 2011                                         | 168                                          | 97                                           | 615                                          | 306                                          |                                              | 14,2%                                        | 8,2%                                         | 51,9%                                        | 25,8%                                        |

Média do País no censo de 2001:  0/14 Anos-16,0%; 15/24 Anos-14,3%; 25/64 Anos-53,4%; 65 e mais Anos-16,4%
Média do País no censo de 2011:   0/14 Anos-14,9%; 15/24 Anos-10,9%; 25/64 Anos-55,2%; 65 e mais Anos-19,0%

## Património
- Pelourinho de Couto do Mosteiro

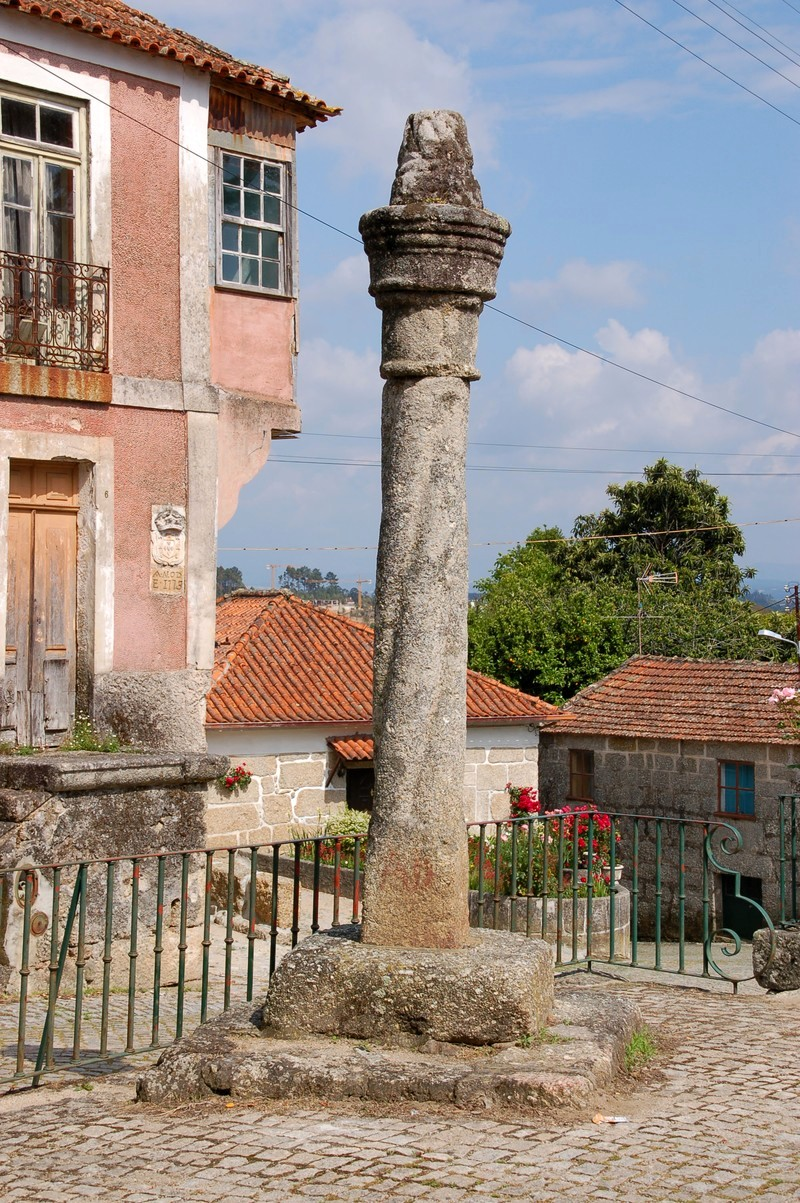
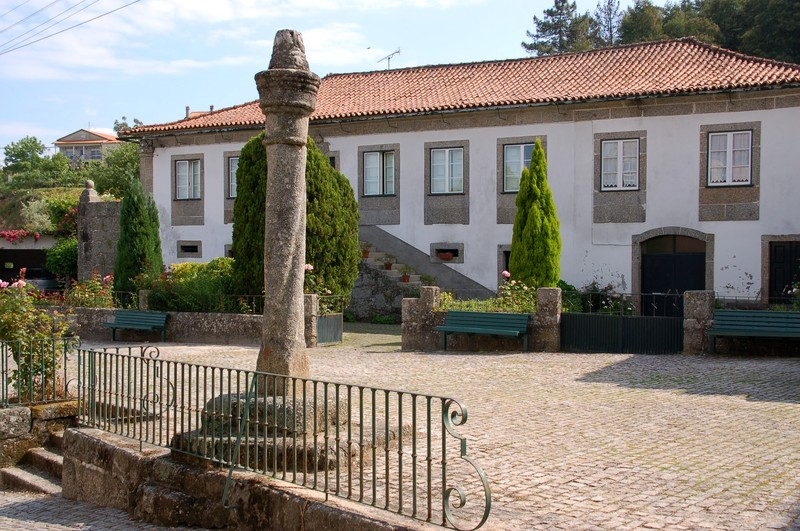
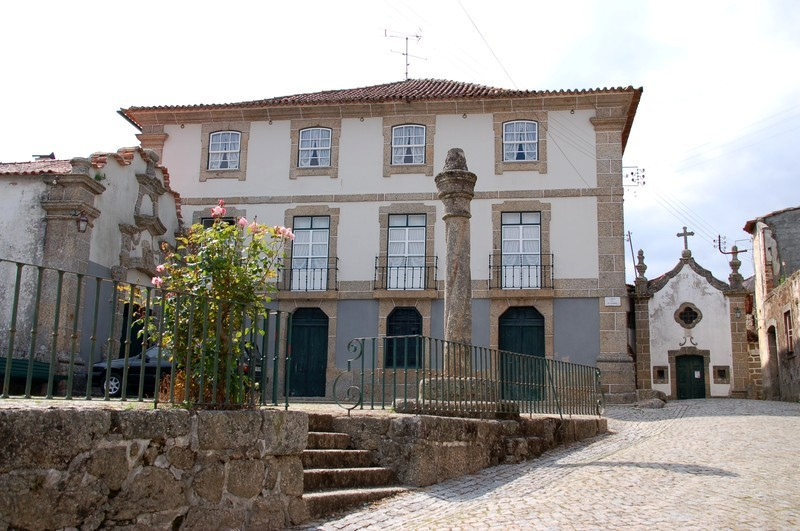

- Igreja Matriz de Couto do Mosteiro

- Capela de São Brás
- Miradouro da Colmeosa
- Margens do Criz
- Ponte do Criz

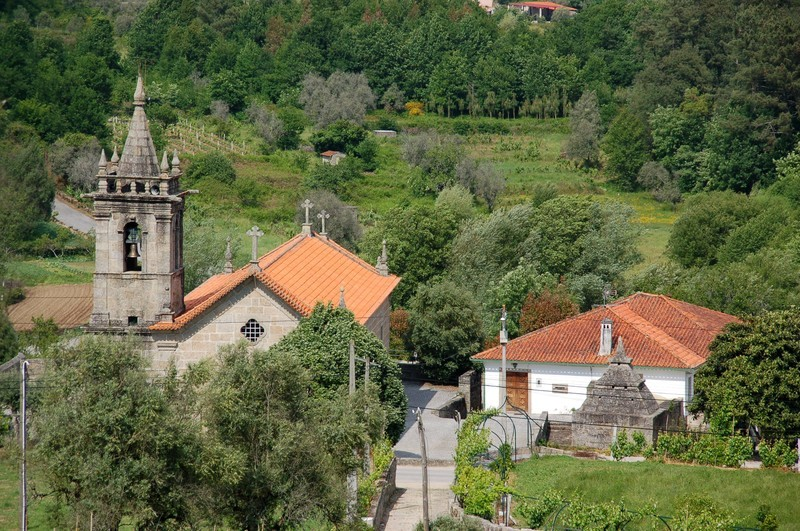
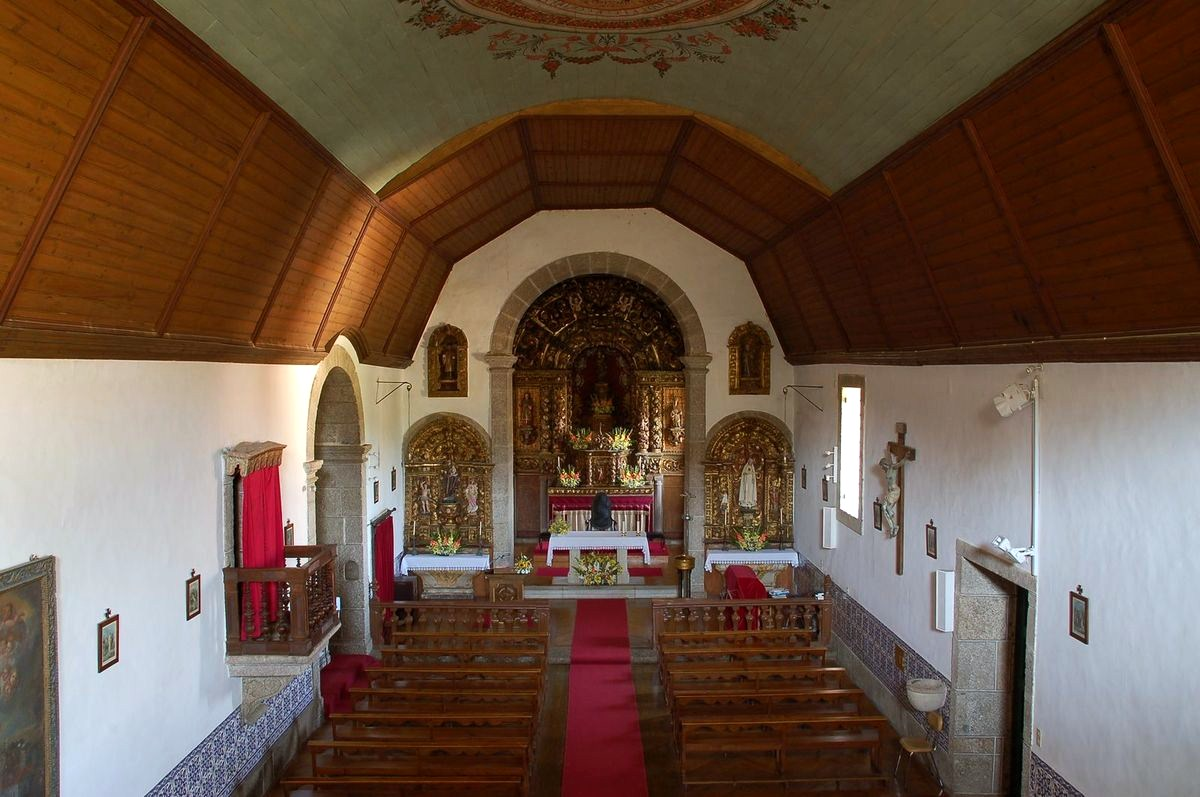
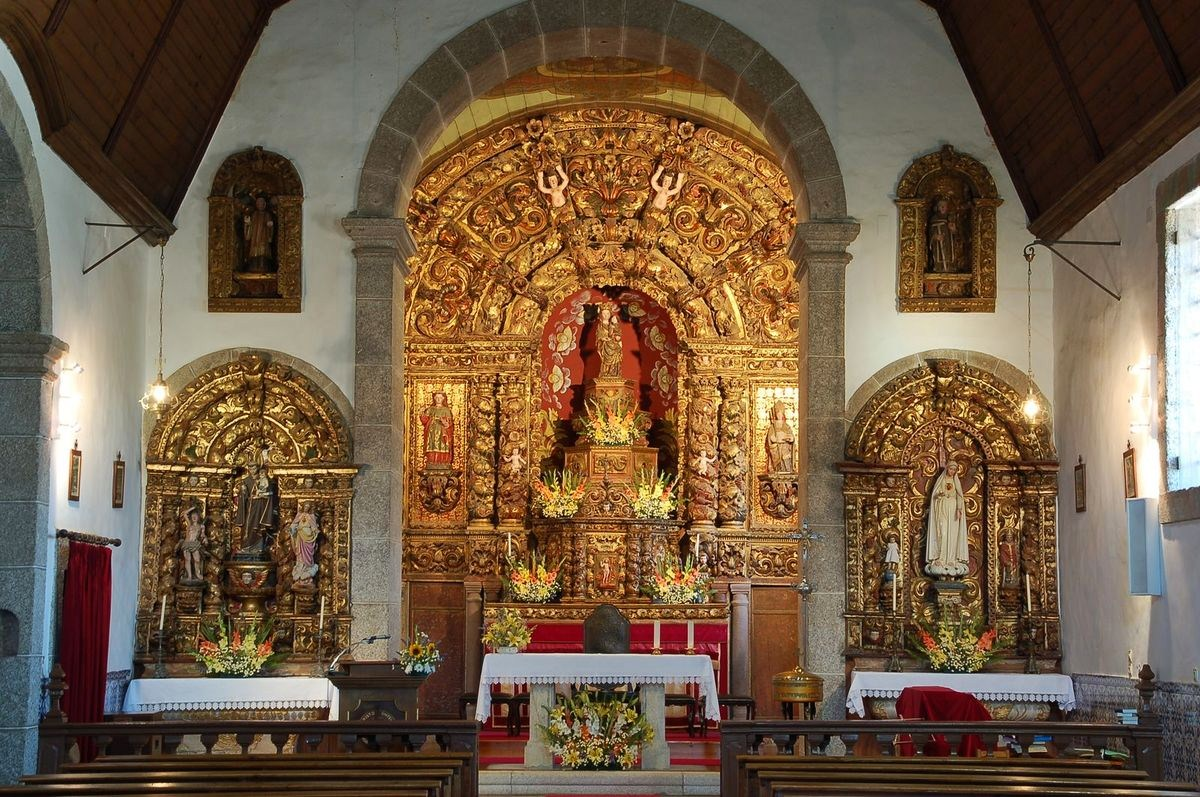
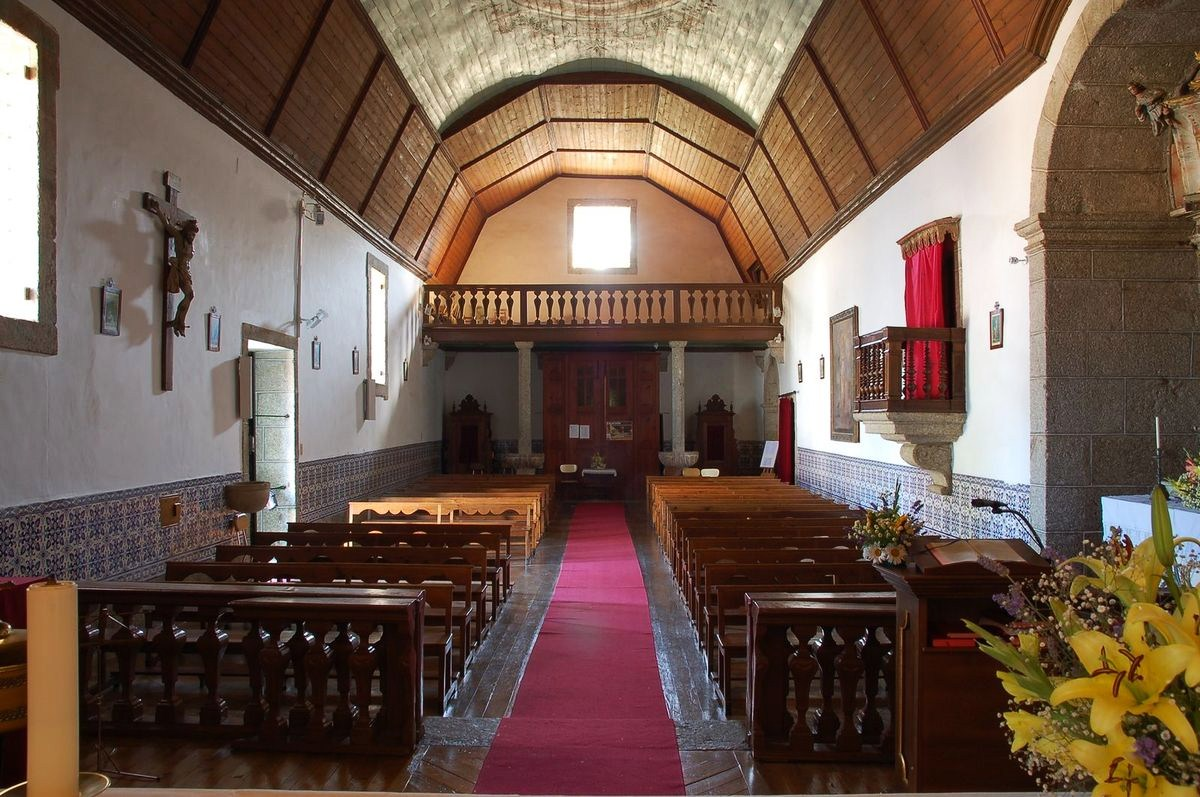
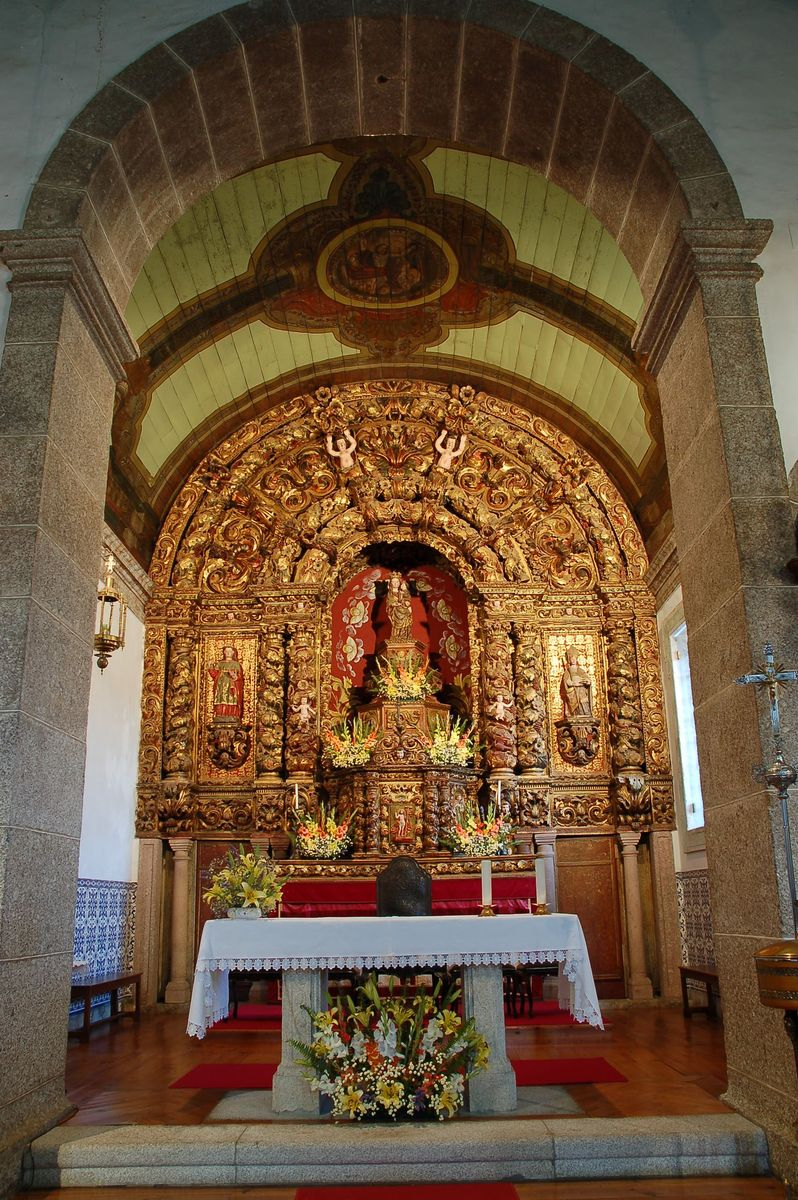
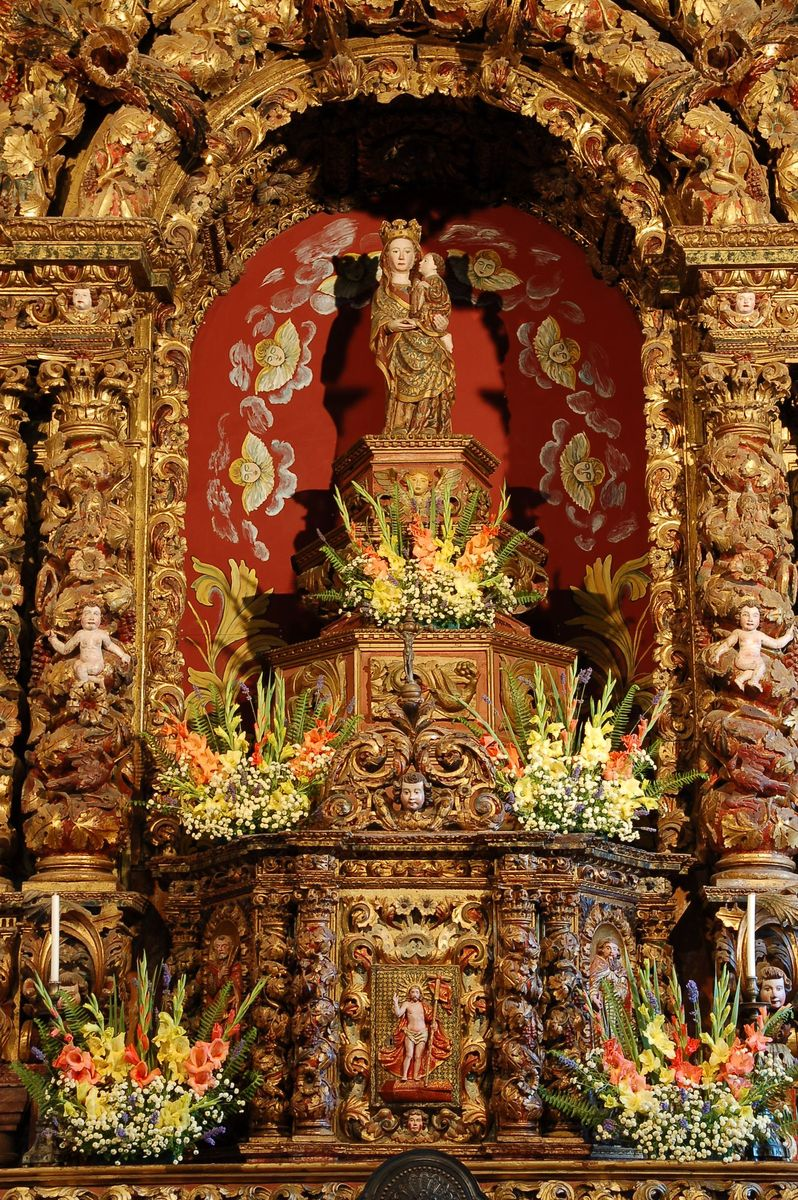
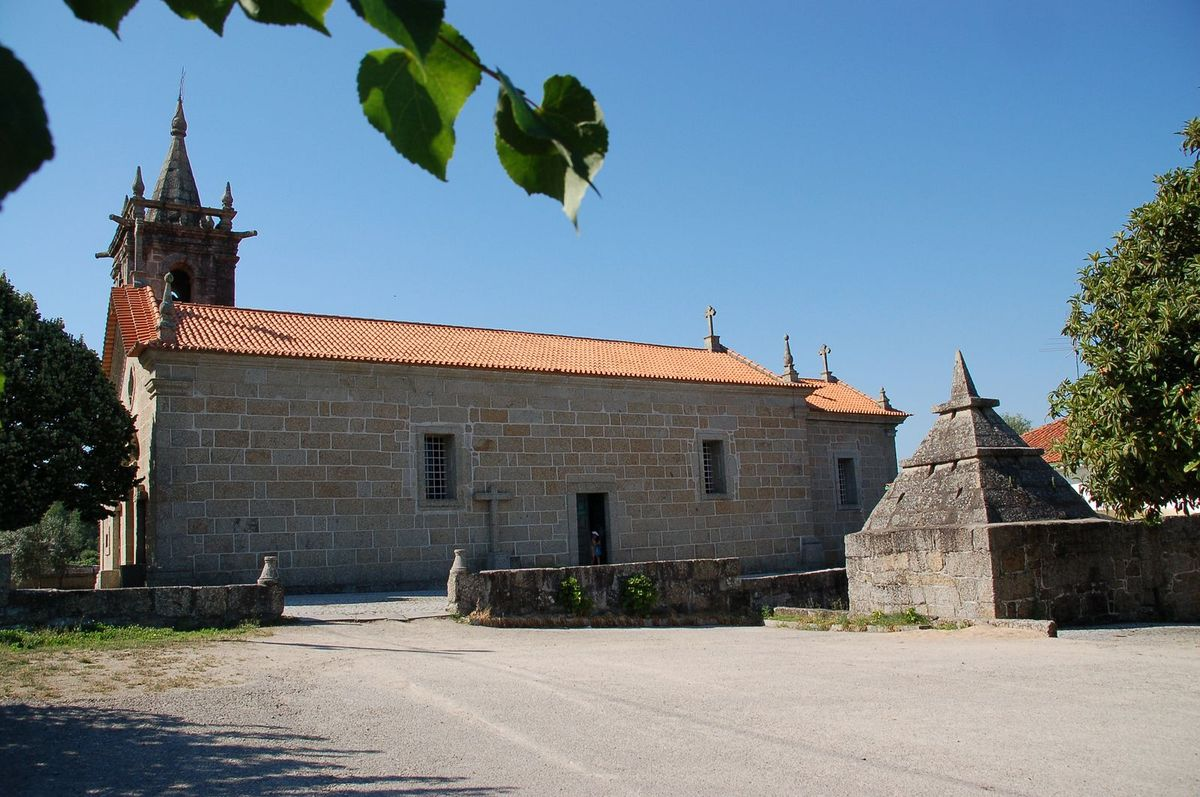

- Trecho da albufeira da Barragem da Aguieira
- Solar do Outeiro com capela
- Antiga Casa da Câmara e tribunal
- Solares dos Varela Dias, dos Costas e dos Festas